# Hotel Novotel Kraków City West
Hotel Novotel Kraków City West – hotel znajdujący się w Krakowie, w dzielnicy V Krowodrza przy ulicy Armii Krajowej 11.
Wybudowany został przez francuską firmę Sodeteg. Projekt budynku został sporządzony przez: I.C. Le Baila, I. Penvena oraz P. Szczerbińskiego. Po zakończeniu budowy został przekazany Polskiemu Biurowi Podróży „Orbis”. Otwarty został w 1976 pod nazwą „Holiday Inn”, jako pierwszy hotel sieci o tej samej nazwie w Europie Środkowej. W ramach tego systemu funkcjonował do dnia 31 grudnia 1994. W 1995 został przemianowany na „Continental”. Później hotel ponownie znalazł się pod opieką Orbis.
Budynek ma 11 kondygnacji w którym znajduje się 612 miejsc noclegowych w 302 pokojach oraz 2 apartamentach. Na terenie hotelu znalazły się również: restauracja, basen, sauna, solarium, kasyno oraz 3 sale konferencyjne.